# Pas de lauriers pour les tueurs
Pour plus de détails, voir Fiche technique et Distribution.
Pas de lauriers pour les tueurs (The Prize) est un film d'espionnage américain réalisé par Mark Robson, sorti en 1963.

## Synopsis
Des espions soviétiques projettent d'enlever un savant réfugié aux États-Unis à l'occasion de la remise du Prix Nobel...

## Fiche technique
- Titre : Pas de lauriers pour les tueurs
- Titre original : The Prize
- Réalisation : Mark Robson
- Scénario : Ernest Lehman d'après le livre de Irving Wallace
- Production : Pandro S. Berman
- Musique : Jerry Goldsmith
- Photographie : William H. Daniels
- Costumes : Bill Thomas
- Montage : Adrienne Fazan
- Pays d'origine : États-Unis
- Format : Couleurs - 2,35:1 - Mono
- Genre : Drame, thriller
- Durée : 134 minutes
- Date de sortie : 1963
- Affiches : Reynold Brown (États-Unis), Enzo Nistri (Italie)

## Distribution
- Paul Newman (VF : Jean-Louis Jemma) : Andrew Craig
- Elke Sommer : Inger Lisa Andersson
- Edward G. Robinson (VF : Serge Nadaud) : Dr. Max Stratman / Prof. Walter Stratman
- Diane Baker (VF : Martine Sarcey) : Emily Stratman
- Micheline Presle (VF : Elle-même) : Dr. Denise Marceau
- Gérard Oury (VF : Lui-même) : Dr. Claude Marceau
- Sergio Fantoni (VF : Roger Rudel) : Dr. Carlo Farelli
- Kevin McCarthy (VF : Gabriel Cattand) : Dr. John Garrett
- Leo G. Carroll (VF : Lucien Bryonne) : Comte Bertil Jacobsson
- Sacha Pitoëff (VF : Lui-même) : Daranyi, l'homme de main en noir
- Jacqueline Beer : Monique Souvir, secrétaire du Dr. Claude Marceau
- Don Dubbins : Ivar Cramer, l'homme de confiance
- Karl Swenson (VF : Maurice Chevit) : Hilding
- John Qualen (VF : René Blancard) : Oscar
- John Banner : Le correspondant allemand
- Edith Evanson (VF : Lita Recio) : Mme Ahlquist
- Virginia Christine : Mme Bergh, le chaperon
- Rudolph Anders (VF : Jacques Mancier) : M. Rolfe Bergh
- Gregg Palmer (non crédité) : Le commentateur suédois
- Lester Matthews (VF : André Valmy) : le présentateur des informations à la BBC
- Jerry Durphy (VF : Michel Gudin) : le présentateur des informations à la télévision américaine
- Carol Byron (VF : Arlette Thomas) : l'hôtesse de l'air
- Ned Wever (VF : Gérard Férat) : Clark Wilson
- John Wengraf (VF : Georges Riquier) : Hane Eckhart
- Queenie Leonard (VF : Lita Recio) : Miss Fawley, la journaliste
- Lyle Sudrow (VF : Michel Gudin) : le journaliste suédois
- Anna Lee : la journaliste américaine
- Gregory Gaye (VF : André Valmy) : le journaliste russe
- Ben Wright (VF : Bernard Musson) : le journaliste britannique
- Eric Holland (VF : Jacques Torrens) : le photographe de l'hôtel
- Gene Roth (VF : Jean Berton) : Bjornefeld
- Noel Drayton : le gendarme Ströhm
- Sigrid Petterson (VF : Jacques Torrens) : M. Norbert, le speaker à la réunion des nudistes
- Harold Dyrenforth (VF : Henry Djanik) : le premier des deux policiers entrant dans le local des nudistes
- Fred Holliday (VF : Albert Augier) : le second policier